# Wersebach
Der Wersebach ist ein 1,2 Kilometer langer linksseitiger Zufluss der Werse in Münster/Westfalen. Der Bachlauf entspringt in der Nähe der Umgehungsbahn im Stadtteil St. Mauritz an der Seite eines Rückhaltebeckens, läuft südostwärts am Haus Kleve vorbei und mündet im Naturschutzgebiet Auwald Stapelskotten in die Werse.